# Odontopera erebaria
Odontopera erebaria är en fjärilsart som beskrevs av Achille Guenée 1858. Odontopera erebaria ingår i släktet Odontopera och familjen mätare. Inga underarter finns listade i Catalogue of Life.